# Cynthia Mort
Cynthia Ann Mort (18 giugno 1956) è una sceneggiatrice e produttrice televisiva statunitense.

## Biografia
Inizia la sua carriera come sceneggiatrice e produttrice di molti episodi della sit-com Pappa e ciccia e Will & Grace. Nel 2007 collabora alla sceneggiatura de Il buio nell'anima di Neil Jordan. Ha ideato la serie televisiva Tell Me You Love Me - Il sesso. La vita incentrata sul sesso.
Nel 2016 esce Nina, film biografico sulla vita di Nina Simone, suo esordio alla regista basato su una sua sceneggiatura.
La Mort è nota anche per essere stata la compagna dell'attrice Jodie Foster, conosciuta sul set de Il buio nell'anima.